# Markinięta
Markinięta (biał. Маркінята; ros. Маркинята) − wieś na Białorusi, w obwodzie grodzieńskim, w rejonie oszmiańskim, w sielsowiecie Holszany.

## Historia
W czasach zaborów folwark i wieś w gminie Holszany, w powiecie oszmiańskim, w guberni wileńskiej Imperium Rosyjskiego. W 1905 roku folwark liczył 39 mieszkańców, 312 dziesięcin, własność Byszewskiego, wieś liczyła 110 mieszkańców, 148 dziesięcin.
W latach 1921–1945 majątek i wieś leżały w Polsce, w województwie wileńskim, w powiecie oszmiańskim, w gminie Holszany.
W 1931
- majątek w 6 domach zamieszkiwało 48 osób[2].
- wieś w 23 domach zamieszkiwało 111 osób[2].

Wierni należeli do parafii rzymskokatolickiej w Holszanach. Miejscowość podlegała pod Sąd Grodzki w Holszanach i Okręgowy w Wilnie; właściwy urząd pocztowy mieścił się w Holszanach.